# Louis de Gorrevod
Louis de Gorrevod (ur. ok. 1473 w Piemoncie, zm. 22 kwietnia 1535 w Saint-Jean-de-Maurienne) – sabaudzki kardynał.

## Życiorys
Urodził się około 1473 roku w Piemoncie, jako syn Jeana de Gorrevoda i Jeanne de Loriol-Challes. W młodości został protonotariuszem apostolskim i jałmużnikiem księcia Sabaudii. 9 sierpnia 1499 roku został wybrany biskupem Saint-Jean-de-Maurienne. Błogosławił małżeństwo Filiberta II i Małgorzata Austriaczki, a także pełnił funkcję ambasadora sabaudzkiego na V soborze laterańskim. W 1515 roku papież erygował diecezję Bourg-en-Bresse i mianował Gorrevoda jego pierwszym ordynariuszem. Rok później diecezja została zlikwidowana, jednak po pięciu latach ponownie utworzona i Gorrevod sprawował nad nią władzę do 1534 roku, kiedy ją ostatecznie zniesiono. 9 marca 1530 roku został kreowany kardynałem prezbiterem i otrzymał kościół tytularny San Cesareo in Palatio. Jednocześnie został legatem papieskim w Sabaudii. Dwa lata później zrezygnował z diecezji Saint-Jean-de-Maurienne. Zmarł tamże 22 kwietnia 1535 roku.